# Diego Hurtado de Mendoza y Lemos
Pour les articles homonymes, voir Diego Hurtado de Mendoza.
Diego Hurtado de Mendoza y Lemos, (Manzanares el Real, v. 1468 - Tolède, 1536), deuxième fils du cardinal Pedro González de Mendoza, comte de Melito, est un militaire castillan qui s'est illustré lors du siège de Grenade ainsi qu'au cours des guerres d'Italie, pendant lesquelles il servit sous les ordres du Gran Capitán.

## Biographie
Grâce à sa participation aux conflits de la péninsule, Diego Hurtado de Mendoza est fait comte de Melito en 1506.
En 1520, il est nommé vice-roi de Valence et doit faire face à la révolte des Germanías.
Battu à Gandia et expulsé de Valence en 1521, il y retourne à la fin de cette même année et reprend la ville. Plutôt enclin à la modération envers les insurgés battus, il ne peut néanmoins éviter la dure répression exercée par Germaine de Foix, arrivée comme nouvelle vice-reine du royaume en 1523.